# A família Myrtaceae no Rio Grande do Sul
A família Myrtaceae no Rio Grande do Sul (abreviado Fam. Myrtac. Rio Grande do Sul) es un libro con ilustraciones y descripciones botánicas que fue escrito por el botánico brasileño Marcos Sobral y publicado en Sao Leopoldo en el año 2003.